# أندريه كلير
أندريه كلير (بالفرنسية: Andrée Clair)‏ هي كاتبة غير روائية وكاتِبة فرنسية، ولدت في 5 مايو 1916 في فرنسا، وتوفي بنفس المكان في 1982.

## وصلات خارجية
- أندريه كلير على موقع ديسكوغز (الإنجليزية)